# Pomaderris pilifera
Pomaderris pilifera är en brakvedsväxtart. Pomaderris pilifera ingår i släktet Pomaderris och familjen brakvedsväxter.

## Underarter
Arten delas in i följande underarter:
- P. p. pilifera
- P. p. talpicutica